# Rally Dakar de 1988
El Rally Dakar de 1988, la décima edición de esta carrera rally raid, se realizó del 1 al 22 de enero de ese año. El trayecto total de esta versión, que se extendió entre Versalles y Dakar, fue de 12 874 km y se disputó por rutas de Francia, Argelia, Níger, Malí, Mauritania y Senegal.
Participaron en total 311 coches y 183 motocicletas, de los cuales llegaron a la final 117 y 34, respectivamente.

## Recorrido
| Etapa | Fecha          | Origen                   | Destino                  | Total (km) |
| ----- | -------------- | ------------------------ | ------------------------ | ---------- |
| 1     | 1 de enero     | Versalles Francia        | Versalles Francia        |            |
|       | 2 – 3 de enero | Traslado a África        |                          |            |
| 2     | 4 de enero     | Argel Argelia            | El Oued Argelia          | 600        |
| 3     | 5 de enero     | El Oued Argelia          | Hassi Messaoud Argelia   | 594        |
| 4     | 6 de enero     | Hassi Messaoud Argelia   | Bordj Omar Driss Argelia | 608        |
| 5     | 7 de enero     | Bordj Omar Driss Argelia | Tamanrasset Argelia      | 987        |
| 6     | 8 de enero     | Tamanrasset Argelia      | Djanet Argelia           | 637        |
| 7     | 9 de enero     | Djanet Argelia           | Djado Níger              | 742        |
| 8     | 10 de enero    | Djado Níger              | Agadez Níger             | 746        |
|       | 11 de enero    | Día de descanso          |                          |            |
| 9     | 12 de enero    | Agadez Níger             | Niamey Níger             | 819        |
| 10    | 13 de enero    | Niamey Níger             | Kidal Mali               | 646        |
| 11    | 14 de enero    | Kidal Mali               | Tessalit Mali            | 450        |
| 12    | 15 de enero    | Tessalit Mali            | Lemjebir Mali            | 698        |
| 13    | 16 de enero    | Lemjebir Mali            | Timbuctú Mali            | 630        |
| 14    | 17 de enero    | Timbuctú Mali            | Bamako Mali              | 676        |
| 15    | 18 de enero    | Bamako Mali              | Kayes Mali               | 531        |
| 16    | 19 de enero    | Kayes Mali               | Moudjeria Mauritania     | 530        |
| 17    | 20 de enero    | Moujderia Mauritania     | Nuakchot Mauritania      | 647        |
| 18    | 21 de enero    | Nuakchot Mauritania      | Richard Toll Senegal     | 510        |
| 19    | 22 de enero    | Richard Toll Senegal     | Dakar Senegal            | 300        |

## Controversias
El Dakar del 1988 estuvo marcado por varios accidentes dramáticos y hechos insolitos, se considera la edición más trágica de la historia.
El 6 de enero, durante la cuarta etapa del Dakar, el motociclista belga André Malherbe sufrió una fuerte caída tras el kilómetro 98, cayendo de cabeza y causándole una tetraplejía a causa de una doble fractura de la columna vertebral.
El 9 de enero, durante la septima etapa en Níger el camión del equipo de Jan de Rooy, conducido por Leo Van de Rijt, volcó a gran velocidad tras impactar contra una duna. Su copiloto, Kees Van Loevezij, salió despedido y falleció en el acto, mientras que el mecánico Keith Ross quedó tetrapléjico como consecuencia del accidente. El equipo de DAF se retiró del certamen finalizada la etapa.
Ese mismo día el Range Rover de los franceses René Boubet y Patrick Canado volcó tras impactar a otro competidor a toda velocidad debido a un fallo en la dirección. Canado salió despedido del vehículo y falleció en el acto.
El 17 de enero, en la decimocuarta etapa, al acercarse a una ciudad de Malí , el motociclista francés Jean-Claude Huger perdio el control de su BMW RT100 y tuvo una caída quedando herido de gravedad en la cabeza, fue repatriado a París, donde falleció dos días después.
El 18 de enero, en la decimoquinta etapa hubo una misteriosa desaparición del Peugeot 405 del piloto Ari Vatanen, que era líder del certamen, se desconocen las causas oficiales debido a que el equipo de Ari denunció un secuestro por parte de la mafia de Bakamo, y varios del equipo rival un autoboicot por un rumor de rotura de motor. Apareció horas más tardes y Ari fue descalificado, lo que dejó camino libre para el primer Dakar de Juha Kankkunen.

## Vencedores por etapas
| Etapa           | Motocicletas         | Coches           |
| --------------- | -------------------- | ---------------- |
| 1               | Guy Huynen           | Pierre Lartigue  |
| 2               | Enlace               | Enlace           |
| 3               | Gaston Rahier        | Ari Vatanen      |
| 4               | Cancelado            | Cancelado        |
| 5               | Franco Picco         | Ari Vatanen      |
| 6               | Franco Picco         | Ari Vatanen      |
| 7               | Enlace               | Enlace           |
| 8               | Carlos Mas           | Henri Pescarolo  |
| Día de Descanso |                      |                  |
| 9               | Edi Orioli           | Ari Vatanen      |
| 10              | Claudio Terruzzi     | Guy Colsoul      |
| 11              | Edi Orioli           | Jean Bouchet     |
| 12              | Gaston Rahier        | Patrick Tambay   |
| 13              | Thierry Charbonnier  | Henri Pescarolo  |
| 14              | Stephane Peterhansel | Patrick Tambay   |
| 15              | Claudio Terruzzi     | Juha Kankkunen   |
| 16              | Carlos Mas           | Henri Pescarolo  |
| 17              | Enlace               | Enlace           |
| 18              | Serge Bacou          | Frans Deladrière |
| 19              | Serge Bacou          | Alain Ambrosino  |
| Fuente:         |                      |                  |

## Clasificación final

### Coches

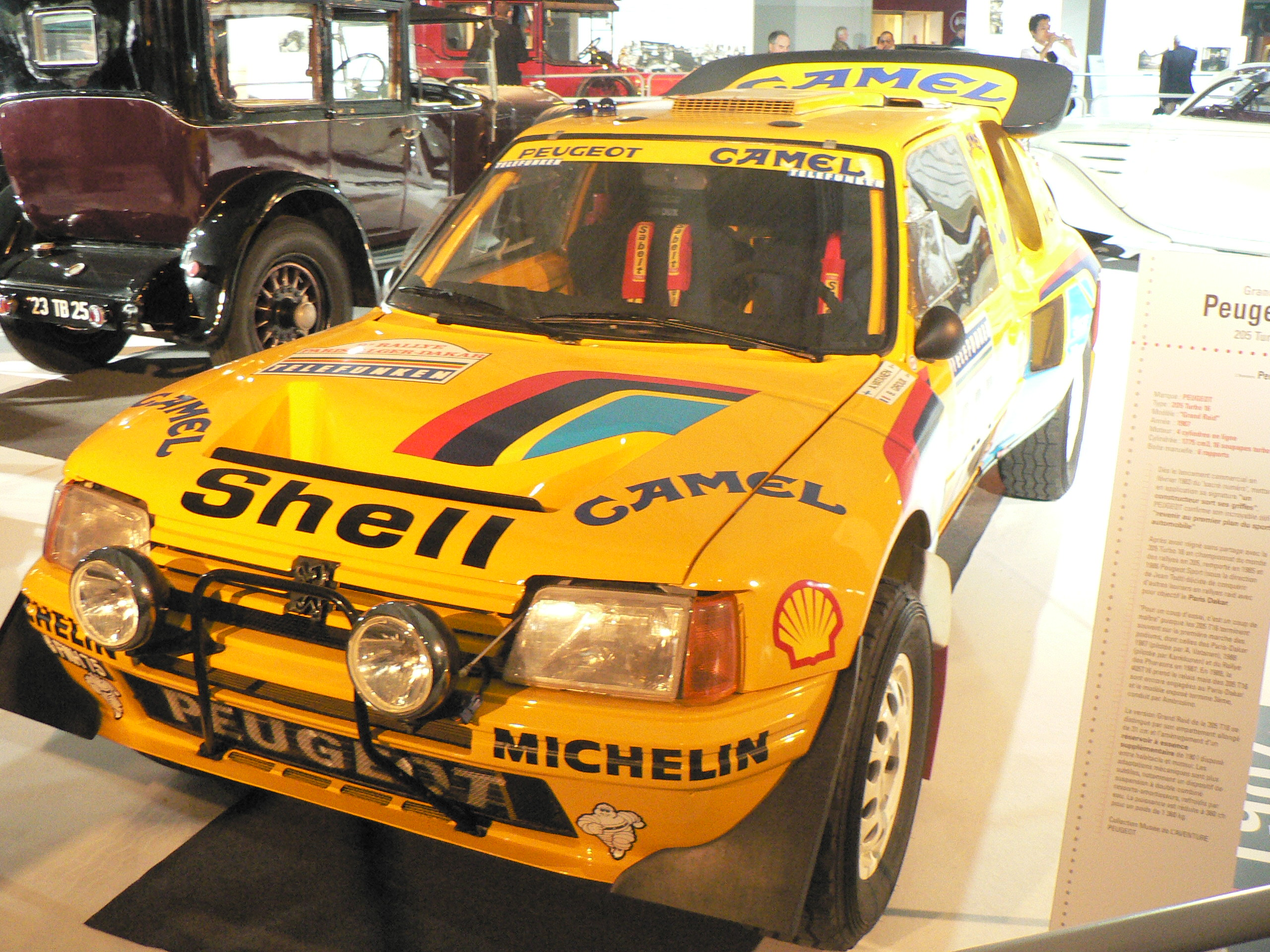
Peugeot 205 oficial del Rally París-Dakar.

| Puesto | Piloto / copiloto                  | País            | Marca      |
| ------ | ---------------------------------- | --------------- | ---------- |
| 1      | Juha Kankkunen / Juha Pironen      | Finlandia       | Peugeot    |
| 2      | Kenjiro Shinozuka / Henri Magne    | Japón / Francia | Mitsubishi |
| 3      | Patrick Tambay / Dominique Lemoine | Francia         | Mitsubishi |

### Motos
| Puesto | Nombre       | País    | Marca  |
| ------ | ------------ | ------- | ------ |
| 1      | Edi Orioli   | Italia  | Honda  |
| 2      | Franco Picco | Italia  | Yamaha |
| 3      | Gilles Lalay | Francia | Honda  |

| Puesto | Nombre                                           | País            | Marca |
| ------ | ------------------------------------------------ | --------------- | ----- |
| 1      | Karel Loprais / Radomír Stachura / Tomáš Mück    | República Checa | Tatra |
| 2      | Jiří Moskal / František Vojtíšek / Pavel Záleský | República Checa | Liaz  |
| 3      | Lutz Bernau / Bartman Egmont / Kluge             | Alemania        | MAN   |